# 粉綠狐尾藻
粉綠狐尾藻（学名：Myriophyllum aquaticum）为小二仙草科狐尾藻屬下的一个种。栽植於池塘或水族箱。

## 扩展阅读
- 維基物種上的相關：粉綠狐尾藻